# Jaroslav Rouček (politik)
Jaroslav Rouček (18. května 1874 Otvovice – 25. února 1948 Brno) byl československý politik a poslanec Národního shromáždění za Československou sociálně demokratickou stranu dělnickou, později za Komunistickou stranu Československa a nakonec za Neodvislou stranu komunistickou v Československu.

## Biografie
Původně byl katolickým knězem. Již před první světovou válkou kněžské povolání opustil a vystoupil z církve. Podle jiného zdroje byl roku 1906 suspendován a pak vyloučen z církve pro odpadlictví. Oženil se svou kuchařkou. Byl členem Masarykovy realistické strany a redigoval pokrokový tisk, následně se stal funkcionářem sociální demokracie. Patřil mezi populární levicové politiky a zdatné řečníky na Brněnsku. Využíval své vysokoškolské vzdělání. Po vzniku republiky se přidal k marxistické levici v rámci strany.
Ve volbách v roce 1913 byl ve IV. kurii zvolen poslancem Moravského zemského sněmu. V letech 1918–1920 zasedal v Revolučním národním shromáždění za Československou sociálně demokratickou stranu dělnickou. V parlamentních volbách v roce 1920 získal poslanecké křeslo v Národním shromáždění. Zvolen byl za sociální demokraty, v průběhu volebního období přešel do nově vzniklé Komunistické strany Československa. V roce 1925 odešel od komunistů do nového poslaneckého klubu Neodvislé strany komunistické v Československu, která vznikla okolo Josefa Bubníka.
Podle údajů k roku 1920 byl profesí redaktorem v Brně. Původně se angažoval v katolické moderně. Ve 20. letech působil jako šéfredaktor listu Rovnost. Když vrcholila kauza okolo Josefa Bubníka (bubnikáda), napsal na jeho podporu takzvané Brněnské memorandum, které zaslal i Kominterně. Požadoval v něm uvolnění vazeb KSČ na moskevské vedení komunistického hnutí. Pak byl spolu s Bubníkem a dalšími politiky vyloučen z KSČ.
Vrátil se pak do sociální demokracie. Ze strany byl ale vyloučen na podzim roku 1937. Koncem roku 1937 pak odešel z Moravskoslezského zemského zastupitelstva. Šlo o důsledek vnitřních sporů sociálních demokratů na Brněnsku.
V červnu 1938 spekuloval lidovecký tisk o jeho vstupu do agrární strany, jelikož se v agrárním listu Svoboda objevil Roučkův úvodník o Františku Staňkovi.
Je pohřben na Ústředním hřbitově v Brně.